# چشمه کبود (هلیلان)
چشمه کبود، روستایی در دهستان زردلان بخش جزمان شهرستان هلیلان در استان ایلام ایران است.

## جمعیت
بر پایه سرشماری عمومی نفوس و مسکن در سال ۱۳۹۵، جمعیت این روستا برابر با ۴۸ نفر (۱۳ خانوار) بوده‌است.